# Vendetta (gruppo musicale)
I Vendetta sono una band thrash metal nata a Schweinfurt, Germania, nel 1985.

## Storia
Questa band tedesca dal curioso nome italiano dà alla luce i primi demo a metà anni ottanta influenzata dalle seminali thrash metal band statunitensi.
Nel 1987 esordiscono con il loro primo album Go and Live... Stay and Die con l'etichetta tedesca Noise Records che già ospita nella propria scuderia diverse band teutoniche ad inizio carriera come Helloween, Running Wild, Sinner, Rage, Kreator, Tankard nonché gli elvetici Coroner e Celtic Frost.
I chitarristi/cantanti Achim "Daxx" Hömerlein e Michael "Micky" Wehner assieme al bassista Klaus "Heiner" Ullrich e al batterista Andreas "Samson" Samonil vanno così ad ingrossare le file del sempre più importante movimento thrash metal tedesco.
Go and Live... Stay and Die, letteralmente "vattene e vivi...resta e muori", è un disco caratterizzato musicalmente dall'ottima preparazione tecnica dei componenti della band proponendo quindi un esempio di thrash molto complesso e tecnico detto anche technical thrash metal.
Ricco di cambi di tempo, l'album si ispira molto a band come Metallica, Death Angel e Exodus. Questo modo di armonizzare thrash metal con numerosi tecnicismi, oltre che dai Vendetta stessi sarà adottato da altre band europee come Deathrow e soprattutto Coroner.
Altra caratteristica peculiare della band è l'alternarsi al canto, a seconda del brano, dei due chitarristi.
L'anno successivo, dopo aver dato alle stampe uno split album con i Sabbat, intitolato A Cautionary Tale / And the Brave Man Fails, la band pubblica l'acclamato Brain Damage, secondo album in studio per la band.
Dal punto di vista stilistico non è molto dissimile dal predecessore, con un thrash metal estremamente tecnico ispirato soprattutto dai Metallica.
L'album trova un buon riscontro da parte dei fan ma dopo poco la band si scioglie.
Dopo anni di inattività la band torna a riunirsi nel 2002.
L'anno successivo la band pubblica un demo che poi gli permetterà di firmare un contratto con l'etichetta ZYX Records.
Nel 2007 la band pubblica Hate, terzo album in studio, che però non trovò successo ricevendo molte critiche. Quattro anni dopo esce Feed the Extermination e nel 2017 esce The 5th, entrambi pubblicati dalla Massacre Records.

## Testi
Per comprendere a fondo questa band è necessario analizzare l'aspetto concettuale della loro proposta: la band si è sempre dichiarata politicamente di estrema sinistra e questo si può facilmente comprendere leggendone i testi. 
La copertina del loro primo album Go and Live... Stay and Die è allegorica e mostra due giovani d'altri tempi in fuga da un bosco in fiamme.
L'immagine cita il titolo del disco ("vattene e vivi...resta e muori") ma il testo della canzone omonima è un manifesto di denuncia contro l'intolleranza verso gli immigrati: 
La posizione militante della band è evidente anche in brani come Revolution Command dove si leggono passi del tipo: "i conservatori impoveriscono il mondo, facciamoli sanguinare" oppure "combattiamo per il diritto basilare di ogni uomo, l'uguaglianza".

## Formazione

### Formazione attuale
- Mario Vogel - voce
- Frank Heller - chitarra
- Michael Opfermann - chitarra
- Klaus "Heiner" Ullrich - basso
- Thomas "Lubber" Krämer - batteria

### Ex componenti
- Achim "Daxx" Hömerlein - voce, chitarra
- Michael "Micky" Wehner - voce, chitarra
- Frank Schölch - chitarra
- Andreas "Samson" Samonil - batteria

## Discografia
Album in studio
- 1987 - Go and Live... Stay and Die
- 1988 - Brain Damage
- 2007 - Hate
- 2011 - Feed the Extermination
- 2017 - The 5th

Split
- 1988 - A Cautionary Tale / And the Brave Man Fails (con i Sabbat)

Demo
- 1985 - System of Death
- 1987 - Suicidal Lunacy
- 2003 - Demo 2003